# FK Budućnost Gložan
FK Budućnost Gložan (Budućnost, Budućnost Gložan; srpski: ФК Будућност Гложан; slovački: FK Budućnost Hložany) je nogometni klub iz Gložana, općina Bački Petrovac, Južnobački okrug, Vojvodina, Republika Srbija. 
 
U sezoni 2017./18. klub se natječe u Vojvođanskoj ligi "Sjever", ligi četvrtog stupnja nogometnog prvenstva Srbije. 

## O klubu
Klub je osnovan 1926. godine. 

## Pregled po sezonama
| sezona    | rang lige | liga                                                           | poz. | klubova u ligi | ut | pob | ner | por | gol+ | gol- | bod | napomene | izvori |
| --------- | --------- | -------------------------------------------------------------- | ---- | -------------- | -- | --- | --- | --- | ---- | ---- | --- | -------- | ------ |
| 2010./11. | VI.       | Općinska liga Bačka Palanka – Bač – Bački Petrovac – 1. razred | 7.   | 12             | 22 | 7   | 4   | 11  | 32   | 39   | 25  |          | [ 1 ]  |
| 2011./12. | VI.       | Općinska liga Bačka Palanka – 1. razred                        | 2.   | 12             | 22 | 16  | 3   | 3   | 59   | 17   | 51  |          | [ 2 ]  |
| 2012./13. | VI.       | Općinska liga Bačka Palanka – 1. razred                        | 2.   | 12             | 22 | 16  | 4   | 2   | 82   | 25   | 52  |          | [ 3 ]  |
| 2013./14. | V.        | PFL Novi Sad                                                   | 3.   | 16             | 30 | 17  | 4   | 9   | 66   | 44   | 55  |          | [ 4 ]  |
| 2014./15. | IV.       | Novosadsko-srijemska zona                                      | 5.   | 16             | 30 | 13  | 3   | 14  | 45   | 39   | 42  |          | [ 5 ]  |
| 2015./16. | IV.       | Novosadsko-srijemska zona                                      | 6.   | 16             | 30 | 12  | 7   | 11  | 41   | 45   | 43  |          | [ 6 ]  |
| 2016./17. | IV.       | Vojvođanska liga "Sjever"                                      | 3.   | 16             | 30 | 17  | 5   | 8   | 69   | 33   | 56  |          | [ 7 ]  |
| 2017./18. | IV.       | Vojvođanska liga "Sjever"                                      | 11.  | 15 (16)        | 28 | 9   | 6   | 13  | 31   | 46   | 23  |          | [ 8 ]  |

## Poveznice
- Slovaci u Vojvodini
- srbijasport.net, FK Budućnost Gložan, profil kluba
- srbijasport.net, FK Budućnost Gložan, rezultati po sezonama
- transfermarkt.com, FK Budućnost Gložan, profil kluba
- fsgzrenjanin.com, Stare lige